# بوب ليفينغستون (مغن مؤلف)
بوب ليفينغستون (بالإنجليزية: Bob Livingston) هو مغن مؤلف أمريكي، ولد في 26 نوفمبر 1948.

## وصلات خارجية
- بوب ليفينغستون على موقع ميوزك برينز (الإنجليزية)
- بوب ليفينغستون على موقع أول ميوزيك (الإنجليزية)
- بوب ليفينغستون على موقع ديسكوغز (الإنجليزية)